# Ruschia floribunda
Ruschia floribunda är en isörtsväxtart som beskrevs av L. Bol. Ruschia floribunda ingår i släktet Ruschia och familjen isörtsväxter. Inga underarter finns listade i Catalogue of Life.